# Zaginiony książę
Zaginiony książę (ang. The Missing Prince) – piętnasty tom serii powieści fantasy Zwiadowcy, autorstwa australijskiego pisarza Johna Flanagana. W Australii powieść ukazała się 29 września 2020 roku. Polskie wydanie ukazało się dzień później nakładem wydawnictwa Jaguar.

## Opis fabuły
Zwiadowca Will i jego uczennica Maddie wyruszają na daleką wyprawę, za morze, do kraju, gdzie nie można ufać nikomu – nawet królowi.
Król Gallii, Philippe, zwrócił się do króla Duncana z prośbą o pomoc: jego syn został zakładnikiem żądnego władzy barona, który stawia twarde warunki. Gallijski król ma nadzieję, że Duncan wyśle jednego ze zwiadowców, by uratował chłopca.
Will i Maddie idealnie nadają się do tej misji, ponieważ dla zmylenia wrogów mogą się podawać za ojca i córkę. Udają wędrownych kuglarzy – Will ma być żonglerem, zaś Maddie będzie zręcznie rzucać nożami. Ich celem jest Chateau des Falaises. Mają nadzieję, że zbuntowany baron zaprosi ich, by przed nim wystąpili – jeśli jednak tego nie zrobi, będą musieli znaleźć inny sposób, by dostać się do zamku.
Podróż przez Gallię okazuje się pełna niebezpieczeństw – Will i Maddie będą musieli radzić sobie z bandytami, intrygującymi arystokratami, a także tajemniczym nieznajomym, który depcze im po piętach.